# Caesi hydride
Caesi hydride (công thức phân tử: CsH) là một hợp chất vô cơ của caesi và hydro, là một hydride của kim loại kiềm.
Đây là chất đầu tiên được tạo ra bởi photon hình thành trong hơi kim loại và cho thấy hứa hẹn trong các nghiên cứu ban đầu của một hệ thống động cơ ion sử dụng caesi.
Hạt nhân caesi trong CsH có thể được tăng phân cực qua tương tác với một bơm hơi caesi quang học trong một quá trình được gọi là bơm quang học trao đổi spin (Spin-exchange optical pumping - SEOP). SEOP có thể làm tăng tín hiệu cộng hưởng từ (MRI) của hạt nhân caesi theo từng bậc.

## Cấu trúc tinh thể
Ở nhiệt độ phòng và áp suất khí quyển, CsH có cùng cấu trúc như natri chloride.